# 道の駅香南楽湯
道の駅香南楽湯（みちのえき こうなんらくゆ）は、香川県高松市香南町横井にある香川県道13号三木綾川線の道の駅である。

## 施設
- 駐車場
  - 普通車：30台
  - 大型車：2台
  - 身障者用：2台
- トイレ（いずれも24時間利用可能）
  - 男：大 2器、小 6器
  - 女：6器
  - 身障者用：1器
- 公衆電話
- 郵便ポスト（高松南郵便局）
- ATM
  - 百十四銀行
  - 高松信用金庫（香川県農業協同組合と共同）
- 温泉施設（10:00 - 23:00）
- レストラン「楽湯旬彩」（10:00 - 21:00)
- 軽食コーナー（11:00 - 21:00）
- 休憩施設
  - ボディケアこころ
  - 和室（宴会場）
  - おみやげショップ
  - ゲームコーナー
- 香南朝市
- EVスポット（電気自動車用充電器）

## 温泉
- 泉質 弱アルカリ性低張性冷鉱泉
- 源泉名 / 月見丘温泉
- 浴室の種類
  - 石の風呂（露天風呂、大浴槽、薬湯、立湯、打たせ湯、足湯、サウナ、水風呂）
  - 木の風呂（露天風呂、大浴槽（檜湯）、香湯、寝湯、泡湯、サウナ、水風呂）
- 特記事項
  - 入浴料金は大人の現金払いに限り、入館から50分以内に出れば100円が返金される。祝日・GW・お盆・年末年始を除く毎週水曜日は小学生以下無料。
  - 石の風呂と木の風呂は1週間ごとに男女が入れ替わる。

## 休館日
- 毎週第3水曜日（祝祭日に場合はその翌日）
- この他6月に4日間の連続休業がある。

## アクセス
- 香川県道13号三木綾川線 - 登録路線
- 香川県道44号円座香南線バイパス - 当施設前の尾池原交差点で県道13号と交差

## 周辺
- 冠纓神社
- 高松市役所香南支所
- さぬきこどもの国
- 高松空港